# Ponce

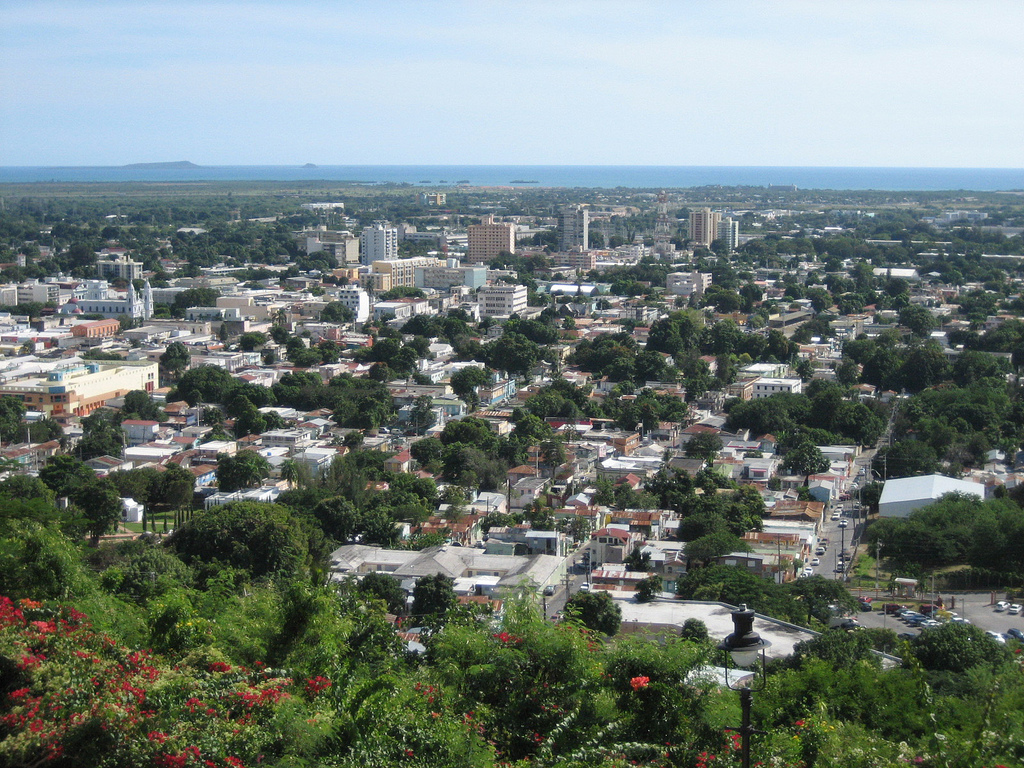
A cidade de Ponce.

Bandeira de Ponce.

Ponce no mapa de Porto Rico.

Ponce é um município de Porto Rico, sendo o segundo maior em extensão territorial, depois de Arecibo. É a terceira população depois de São João e Bayamón, sendo a mais importante cidade do sul da ilha.
Seu nome foi dado em homenagem ao conquistador espanhol Juan Ponce de León.
Nas suas imediações encontra-se o Aeroporto Internacional Mercedita.

## História
A região do que hoje é Ponce pertencia à região de Taíno Guaynia, que se estendia ao longo da costa sul de Porto Rico.  Agüeybaná, um cacique que comandava a região, estava entre os que saudaram o conquistador espanhol Juan Ponce de León quando ele chegou à ilha em 1508. Achados arqueológicos identificaram quatro sítios dentro do município de Ponce com significados arqueológicos: Canas, Tibes, Caracoles, e El Bronce.
Durante os primeiros anos da colonização, famílias espanholas começaram a se estabelecer no entorno do rio Jacaguas, no sul da ilha. Por razões de segurança, essas famílias mudaram-se para as margens do Rio Português, então chamada de Baramaya. A partir de cerca de 1646, toda a área do Rio Português à Baía de Guayanilla foi chamada de Ponce. Em 1670, uma pequena capela foi erguida no meio do pequeno povoado e dedicada em homenagem a Nossa Senhora de Guadalupe. Entre seus primeiros colonos estavam Juan Ponce de León y Loayza, e o português Don Pedro Rodríguez de Guzmán, da vizinha San Germán.
Em 17 de setembro de 1692, o rei da Espanha Carlos II emitiu uma Cédula Real (Autorização Real) convertendo a capela em freguesia e, com isso, reconhecendo oficialmente o pequeno povoado como uma aldeia. Acredita-se que Juan Ponce de León y Loayza, bisneto de Juan Ponce de León, foi fundamental na obtenção da autorização real para formalizar a fundação do povoado. Os capitães Enrique Salazar e Miguel del Toro também foram fundamentais. A cidade recebeu o nome de Juan Ponce de León y Loayza, o bisneto do conquistador espanhol Juan Ponce de León.
No início do século 18, Don Antonio Abad Rodriguez Berrios construiu uma pequena capela com o nome de San Antonio Abad. A área mais tarde receberia o nome de San Antón, uma parte historicamente importante da moderna Ponce. Em 1712, a vila foi declarada El Poblado de Nuestra Señora de Guadalupe de Ponce (A Vila de Nossa Senhora de Guadalupe de Ponce).